# Toumani Diabaté
Toumani Diabaté, född 10 augusti 1965 i Bamako, död 19 juli 2024 i Bamako, var en malisk koraspelare. Han anses vara en av de allra främsta utövarna av sitt instrument, och tillhörde en gammal släkt av musiker och koraspelare.
Hans stora internationella genombrott kom genom skivan In the Heart of the Moon, inspelad 2005 tillsammans med gitarristen Ali Farka Touré, vilken belönades med en Grammy för bästa traditionella världsmusikalbum. Han leder även Symmetric Orchestra, med vilken han 2006 släppte skivan Boulevard de l'Indépendence. Båda dessa skivor spelades in på Hotel Mandé i Diabatés hemstad Bamako. 2008 släppte Diabaté ett album med enbart koraspel, kallat Mandé Variations.

## Diskografi
- 1987 – Kaira
- 1995 – Djelika
- 1999 – New Ancient Strings (tillsammans med Ballaké Sissoko)
- 2005 – In the Heart of the Moon (tillsammans med Ali Farka Touré)
- 2006 – Boulevard de l'Indépendence (tillsammans med Symmetric Orchestra)
- 2008 – Mandé Variations